# 26763 Peirithoos
26763 Peirithoos è un asteroide troiano di Giove del campo greco. Scoperto nel 1960, presenta un'orbita caratterizzata da un semiasse maggiore pari a 5,3388042 UA e da un'eccentricità di 0,0670963, inclinata di 1,20526° rispetto all'eclittica.
L'asteroide è dedicato a Piritoo, re dei Lapiti.